# Pat McCormack
Pat McCormack (* 8. Juni 1995 in Sunderland) ist ein britischer Profiboxer. Er ist der Zwillingsbruder des Boxers Luke McCormack.

## Amateurkarriere
McCormack gewann 2011 die Junioren-Europameisterschaften in Ungarn und die Junioren-Weltmeisterschaften in Kasachstan. Er wurde daraufhin von der BBC zur Young Sports Personality of the Year nominiert. Zudem ist er mehrfacher Englischer und Britischer Meister bei den Junioren und der Jugend.
Bei den Erwachsenen wurde er 2014 Englischer Meister und nahm an den Commonwealth Games 2014 in Schottland teil, wo er knapp gegen den späteren Europameister Joseph Cordina ausschied. 2015 gewann er die Englischen und Britischen Meisterschaften. Er startete daraufhin bei den Europameisterschaften 2015 in Bulgarien und erreichte gegen Fatih Keleş, Johan Orozco und Evaldas Petrauskas das Finale, in welchem er gegen den späteren Weltmeister Witali Dunaizew unterlag. Diesem unterlag er auch im Achtelfinale bei den Weltmeisterschaften 2015 in Katar.
Im März 2016 gewann er den Chemiepokal in Deutschland. Er besiegte dabei unter anderem Wuttichai Masuk und Armen Sakarjan. Mit dem Gewinn des weltweiten Olympiaqualifikationsturniers im Juni 2016 in Baku, war er bei den Olympischen Spielen 2016 in Rio de Janeiro startberechtigt. Er hatte dabei Thulasi Tharumalingam aus Katar, Lasha Guruli aus Georgien, Hassan Amzile aus Frankreich, Manoj Kumar aus Indien und Richardson Hitchins aus Haiti besiegt. Bei den Olympischen Spielen gewann er die Vorrunde gegen Abylaichan Schüssipow, schied aber im Achtelfinale gegen Yasniel Toledo aus.
Bei den Europameisterschaften 2017 in Charkiw gewann er nach Finalniederlage gegen Abass Baraou die Silbermedaille, nachdem er zuvor Saimonas Banys, Adolpe Sylva, Sergey Sobylinskiy und Jewhen Barabanow besiegt hatte. Damit qualifizierte er sich für die Weltmeisterschaften 2017 in Hamburg, wo er im Viertelfinale gegen Shaxram Gʻiyosov ausschied.
Bei den Commonwealth Games 2018 in Australien und auch den EU-Meisterschaften 2018 in Spanien gewann er jeweils die Goldmedaille. 2019 erkämpfte er eine weitere Goldmedaille bei den Europaspielen in Minsk. Er nahm daraufhin auch an den Weltmeisterschaften 2019 in Jekaterinburg teil, wo er erst im Finalkampf gegen Andrei Samkowoi unterlag und Vizeweltmeister wurde. In den vorherigen Kämpfen hatte er Aidan Walsh, Lascha Guruli, Sewon Okazawa und Bobo-Usmon Baturow besiegt. Für diese Erfolge wurde McCormack im Oktober 2019 mit dem Ken Jones Award als Großbritanniens Amateurboxer des Jahres ausgezeichnet.
Im Juni 2021 gewann er das europäische Olympiaqualifikationsturnier in Paris. Er besiegte dabei unter anderem Aidan Walsh und Andrei Samkowoi. Bei den 2021 in Tokio ausgetragenen Olympischen Spielen besiegte er Aliaksandr Radzionau, Bobo-Usmon Baturow und Aidan Walsh, ehe er im Finalkampf gegen Roniel Iglesias unterlag und die olympische Silbermedaille gewann.

### World Series
Seit 2016 startet er für das britische Team British Lionhearts in der World Series of Boxing (WSB) und blieb bisher in all seinen sechs Kämpfen ungeschlagen.

## Profikarriere
Im Dezember 2021 unterzeichnete er einen Profivertrag beim im September 2021 gegründeten Promoter Probellum Boxing von Richard Schaefer. Sein Debüt gewann er am 25. März 2022 gegen Justin Menzie.